# 耶律常哥
耶律常哥（?—?），遼朝後期的女學者，契丹人，太師耶律適魯的妹妹。
耶律常哥自幼爽秀，長大後善於寫詩文。讀《通曆》，能品評前人得失。詩作都已經亡佚，只有遼史有她在遼道宗咸雍年間所作的《述時政》一文。他的筆鋒犀利，不畏權勢。樞密使耶律乙辛擅權，喜好她的文才，屢次求詩，被她回文諷刺。大康三年（1077年），耶律乙辛誣陷太子耶律濬，株連耶律適魯、耶律常哥兄妹。隨兄長流放到鎮州（今蒙古國哈達桑北）。年七十歲卒，終身未嫁。

《述時政》：
君以民为体，民以君为心。
人主当任忠贤，人臣当去比周，则政化平，阴阳顺。
欲怀远则崇恩尚德，欲强国则轻徭薄赋。
四端五典为治教之本，六府三事实生民之命。
淫侈可以为戒，勤俭可以为师。
错枉则人不敢诈，显忠则人不敢欺。
勿泥空门，崇饰土木；勿事边鄙，妄费金帛。
满当思溢，安必虑危。
刑罚当罪，则民劝善。
不宝远物，则贤者至。
建万世磐石之业，制诸部强横之心。
欲率下则先正身，欲治远则始朝廷。

## 传記資料
- 《遼史》 列传第三十七 列女傳